# Telorta
Telorta là một chi bướm đêm thuộc họ Noctuidae.

## Loài
- Telorta acuminata (Butler, 1878)
- Telorta divergens (Butler, 1879)
- Telorta edentata (Leech, 1889)
- Telorta falcipennis Boursin, 1958